# Antonio Caneda Rodríguez
Antonio Caneda Rodríguez (San Xoán de Río, 4 maggio 1906 – O Irixo, 29 agosto 1937) è stato un politico spagnolo.

## Biografia
Frequentò le scuole della Fondazione Eumenio Ancoechea a Trives. Studiò Insegnamento a Ourense e si unì all'Associazione dei lavoratori della scuola di Orense (ATEO). Era un insegnante alla scuola di Medos tra il 1934 e il 1936. Era un membro del Partito socialista radicale, fu arrestato nel 1936 e assassinato a San Cosmede de Cusanca nell'agosto del 1937.